# アスワン (企業)
アスワン株式会社（ASWAN Corporation.）は、大阪府大阪市西区南堀江に本社を置くカーペットや床材などの室内装飾商品、壁装材や建築資材などを扱う企業である。1947年創業。

## 会社概要
インテリア資材ならびに製品の企画・販売をおこなう企業。1947年に広島で大阪装飾工業営業所として創業される。しかし程なくして経営難に陥り、大阪にあった本社側に吸収され、のちに社名を大装に改称する。1963年には、同社のオリジナルブランド「アスワン」を立ち上げ、同社を代表する製品になったことから、1992年に旧社名の「大装」から現社名に社名変更。
同社の社名ならびにオリジナルブランドでもある、アスワンはエジプトにあるアスワン地方のことで、エジプト文明発祥の地であり、ナイル川の源流でもあるアスワン地方（実際にはタンザニアのビクトリア湖が源流）にあやかって、新しい文化創造の源流となれるようにという願いを込められて名付けられた。
2001年には業界では初めてとなる光触媒壁紙「スーパーチタン」を開発・発売し、また世界初のPTT繊維（コルテラ）使用のカーペットを商品化しており、環境配慮にも積極的な企業の一つである

## 事業所
- 本社：大阪府大阪市西区南堀江1丁目11番1号
- 東京本店：東京都港区芝浦4丁目16番36号

## 主な取扱商品
- 室内装飾
  - カーペット
  - カーテン
  - 壁紙 など
  - 建築資材販売　取引先　タジマルーフィング　東リ　サンゲツ　リリカラ　タキロン　立川ブラインド他
  - 内装工事　床材工事　壁紙工事

## 提供番組（過去）
- 桂三枝のにゅーすコロンブス（ABC制作・テレビ朝日系列）